# Toucy
 Toucy  es una comuna y población de Francia, en la región de Borgoña, departamento de Yonne, en el distrito de Auxerre. Es el chef-lieu y mayor población del cantón de su nombre.
Su población en el censo de 1999 era de 2.602 habitantes.
Está integrada en la Communauté de communes du Toucycois , de la que es la mayor población.

## Demografía
| 2417 | 2505 | 2584 | 2665 | 2590 | 2602 |
| Para los censos de 1962 a 1999 la población legal corresponde a la población sin duplicidades (Fuente: INSEE [Consultar]) |      |      |      |      |      |